# Yanguan, Guangxi
Yanguan (kinesiska: 严关镇, 严关) är en köping i Kina. Den ligger i den autonoma regionen Guangxi, i den södra delen av landet, omkring 390 kilometer nordost om regionhuvudstaden Nanning. Antalet invånare är 17893. Befolkningen består av 8 532 kvinnor och 9 361 män. Barn under 15 år utgör 13,0 %, vuxna 15-64 år 75 %, och äldre över 65 år 10,0 %.
Genomsnittlig årsnederbörd är 2 214 millimeter. Den regnigaste månaden är april, med i genomsnitt 356 mm nederbörd, och den torraste är oktober, med 53 mm nederbörd.